# Glyphiulus septentrionalis
Glyphiulus septentrionalis är en mångfotingart som beskrevs av Murakami 1975. Glyphiulus septentrionalis ingår i släktet Glyphiulus och familjen Glyphiulidae. Inga underarter finns listade i Catalogue of Life.